# Flann Sinna
Vous lisez un « bon article » labellisé en 2010.
Flann Sinna (847 ou 848 – 25 mai 916 ; appelé en anglais Flann of the Shannon) était le fils de Mael Seachnaill Ier mac Mael Ruanaid du Clan Cholmáin, une branche des O'Neill du sud. Il fut roi de Mide à partir de 877 et fit partie des hauts-rois d’Irlande.
Flann fut choisi comme haut-roi d’Irlande, ou roi de Tara, à la mort de son cousin germain et beau-père Áed Findliath le 20 novembre 879. Le règne de Flann fut semblable à celui des hauts-rois irlandais, commençant par le prélèvement d’otages et de tributs dans le Leinster et se poursuivant par la guerre au Munster, à l’Ulster et au Connacht. Flann connut plus de succès que d’autres, mais plus que ses réussites militaires ou diplomatiques, ce sont les monuments érigés à sa gloire, des croix monumentales les désignant, lui et son père, comme les rois d’Irlande, qui sont exceptionnelles.
Flann avait peut-être l’intention de mettre fin au mode de succession traditionnel des rois de Tara, selon lequel les branches sud et nord de la famille O'Neill accédaient alternativement à la royauté suprême, mais ces volontés furent contrariées lorsque son fils préféré, Óengus, fut tué le 7 février 915 par son beau-fils et futur successeur Niall Glúndub, fils d’Áed Findliath. Les autres fils de Flann se rebellèrent et son autorité s’effondra.

## L’Irlande au début de l'Âge des Vikings

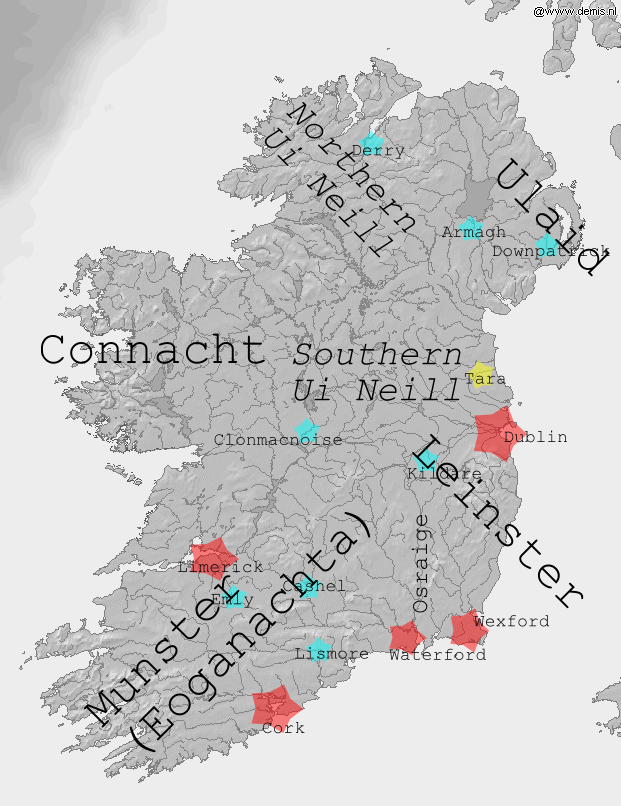
Principales divisions politiques en Irlande vers l’an 900, montrant également les peuplements vikings en rose, quelques centres religieux importants en bleu, et l’emplacement de Tara en jaune.

L’Âge des Vikings commence en Irlande en 795 par des attaques de monastères dans les îles de Rathlin, d’Inishmurray et d’Inishbofin. Pendant les vingt années qui suivent, les raids des Vikings — appelés « Étrangers » (Gaill) ou « Gentils », c’est-à-dire païens, par les sources irlandaises — restent rares, de peu d’ampleur et en général limités aux côtes. Les Annales d'Ulster n’enregistrent de raids en Irlande que dans cinq des vingt premières années du IXe siècle. Dans les années 820, il est fait mention de raids plus importants en Ulster et au Leinster. Dans les années 830, la portée, la taille et la fréquence des attaques augmentent. En 837, les flottes vikings opèrent sur les fleuves Boyne et Liffey au centre de l’Irlande, puis, en 839, une flotte prend comme base le Lough Neagh dans le nord-est.
Les archives indiquent que les premières bases permanentes vikings sont établies en 841 près de Dublin et d’Annagassan. D’autres colonies fortifiées s’établissent dans les décennies suivantes à Wexford, Waterford, Limerick, et Cork. C’est à cette époque que les noms des chefs des Scandinaves basés en Irlande sont consignés. Turgesius, qui était le conquérant de l’Irlande selon Giraud de Barri et le fils d’Harald Ier de Norvège selon les sagas scandinaves, est l’un de ceux-ci. Il est capturé et noyé dans le Lough Owel par Máel Sechnaill en 845. On attribue à ce dernier la mort de 700 « étrangers » en 848, et le roi de Munster, Ólchobar mac Cináeda, en tue 200 de plus, dont un comte dénommé Tomrair, « l’héritier désigné du roi de Lochlann ».
En 849, une nouvelle force apparaît, les « étrangers noirs » (Dubh-gall, « sombres étrangers »), des Danois, qui s’en prennent aux « étrangers » déjà installés en Irlande. Une importante bataille navale sur le Carlingford Lough donne la victoire aux nouveaux arrivants en 853. La même année, une nouvelle armée arrive, les « étrangers blonds », conduits par Amlaíb, « fils du roi de Lochlann », et Uí Ímair. À partir des années 840, les Annales fragmentaires d'Irlande et les annales irlandaises rapportent de fréquentes alliances entre les « étrangers » et les rois irlandais, particulièrement après qu’Amlaíb et Ímar sont devenus les maîtres de Dublin.
Bien que les annales témoignent de l’indignation due au pillage des anciens tumulus funéraires de Newgrange, Knowth, et Dowth en 863 par les « étrangers », la fin des années 860 voit une réduction des activités de ceux-ci en Irlande, du fait de leur occupation chez les Pictes et au siège de Dumbarton Castle qui dure six mois. Áed Findliath profite de leur absence pour détruire les forteresses vikings du Nord de l'Irlande. Amlaíb quitte définitivement l'Irlande en 871 et Ímair meurt en 873. Leurs disparitions provoquent de fréquents changements à la tête des « étrangers », et les annales font état de multiples guerres intestines les décennies suivantes.

## Mael SeachnaillIermac Mael Ruanaid

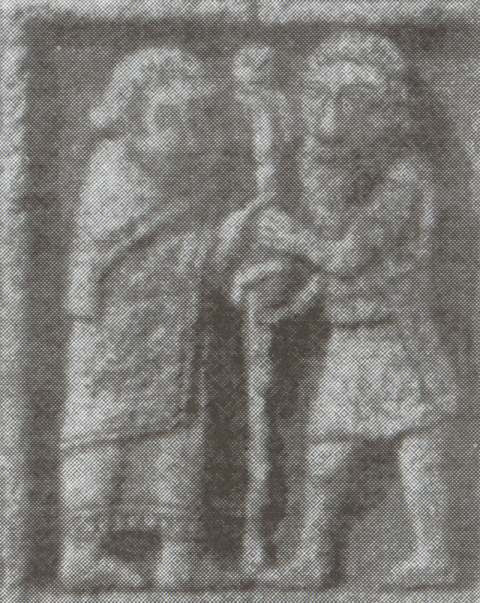
Un panneau de la face est de la croix des Écritures à Clonmacnoise montrant un ecclésiastique et un roi enfonçant un pieu. Les personnages sont probablement saint Ciarán de Clonmacnoise et un lointain ancêtre de Flann, Diarmait mac Cerbaill, lors de la fondation de Clonmacnoise.

L’accession d’un O'Neill à la royauté d’Irlande, semblable à la royauté exercée par des rois ultérieurs, comme Brian Boru, Murtogh O'Brien et Turlough O'Connor, doit sans doute autant à la menace créée par Feidlimid mac Crimthain, du Clan des Eóganachta de Cashel, roi de Munster, qu’aux raids vikings en Irlande.
Les hommes du Munster de Feidlimid dévastent l’Irlande de long en large, remontant vers le nord jusqu’à Inishowen, en plein cœur des Cenél nEógain. Des sources du Munster affirment qu’en s'appuyant autant sur le clergé de Cashel que sur sa propre puissance militaire, Feidlimid se serait lui-même intronisé roi de Tara. Malgré sa défaite en 841 face à Niall Caille des Cenél nEógain, les exploits du haut-roi Feidlimid, si l’on en croit certains, sont exceptionnels. Depuis Congal Cáech du Dál nAraidi, roi d’Ulaid au début du VIIe siècle, tous les rois de Tara mentionnés dans les récits furent des O'Neill.
À la mort de Niall Caille en 846, la royauté de Tara passe à Máel Sechnaill, le père de Flann Sinna. Feidlimid meurt l’année suivante, et Máel Sechnaill s’attache à étendre sa puissance par la guerre et la diplomatie. Ce qui est remarquable dans l’expansionnisme de Máel Sechnaill n’est pas tant son existence, car c’est un trait commun aux rois irlandais, mais la façon dont il est décrit. Les Annales d'Ulster appellent les armées de Máel Sechnaill, non pas les « hommes de Mide » ou du Clann Cholmáin, mais les « hommes d’Irlande ». Ainsi l’entrée 858.4 de ces annales mentionne une expédition « co feraib Érenn » (« avec les hommes d’Irlande »). En même temps que cette innovation, les termes goídil (« gaël »), gaill (« étrangers ») et gallgoídil (« Norvégiens-Gaëls ») deviennent plus communs, ainsi que des expressions telles que Gaíll Érenn, les « étrangers d’Irlande », utilisées pour désigner les Norvégiens-Gaëls des côtes irlandaises.
Quand il meurt en 862, Máel Sechnaill est qualifié du titre de « roi de toute l’Irlande » (en irlandais, rí hÉrenn uile) dans sa notice nécrologique.

## Áed Findliath
À la mort de Máel Sechnaill, la royauté des O'Neill retourne à la branche nord, représentée par Áed Findliath, fils de Niall Caille. Áed commence son règne en se mariant avec Land (morte en 890), veuve de Máel Sechnaill, mère de Flann et fille de Dúngal mac Cerbaill, roi d’Osraige. Áed connaît de remarquables succès contre les Vikings et il s’engage contre le roi de Laigin. Pourtant sa royauté n’est pas acceptée, même par les O'Neill du sud. Les comptes rendus historiques indiquent que six fois durant son règne, soit une année sur trois, la grande Fête de Tailtiu n’est pas organisée, et ce « sans aucune raison légitime et justifiée ». Quand Áed meurt en 879, la royauté revient à la branche sud, représentée par Flann Sinna.
Flann fait son apparition dans les archives historiques pendant le règne de son beau-père. En 877, les Annales d'Ulster rapportent que « Donnchad, fils d’Aedacán, fils de Conchobor, est sournoisement tué par Flann, fils de Máel Sechnaill ». Donnchad, le souverain régnant de Mide et chef des O'Neill du sud, est un cousin issu de germains de Flann. Le mariage de Flann avec Eithne, la fille d'Áed Findliath, a lieu peut-être avant qu’il ne s’empare du pouvoir, ou juste après.

## Flann maître de l'Irlande
Flann commence son règne en demandant des otages aux rois de Leinster. En 881, il conduit son armée composée d’Irlandais et d’Étrangers vers le nord, pour attaquer Armagh. Contrairement aux récits poétiques ultérieurs, qui ont fait des Gaëls et des Étrangers les plus violents ennemis, et qui ont remanié les événements en une lutte entre les autochtones et les nouveaux venus, les rois irlandais ne dédaignent généralement pas s’allier avec les Étrangers, quand cela leur convient. Il est probable qu’une des sœurs de Flann est mariée à un chef norvégien ou norvégien-gaël. Dans son Topographia Hibernica, Giraud de Barri nous offre un récit ingénieux typique, expliquant comment ce mariage se fait. Giraud prétend que Máel Sechnaill a accordé sa fille au chef viking Turgesius, et il la fait accompagner par quinze jeunes hommes imberbes, déguisés en servantes, pour tuer le chef et son entourage.
Les Annales d'Ulster rapportent que Flann est battu par les Étrangers en 887 à la bataille du Pèlerin. Parmi les morts du côté de Flann, se trouvent Áed mac Conchobair des Uí Briúin Ai, roi de Connacht, Lergus mac Cruinnén, évêque de Kildare, et Donnchad, abbé de Kildare. Il n’est pas rare que des ecclésiastiques irlandais figurent parmi les morts dans les batailles de l'époque paléochrétienne et de l’Âge des Vikings. Cette année-là, la Fête de Tailtu n’a pas lieu, révélant que l’autorité de Flann n’est pas incontestée. La défaite de Flann par les Étrangers est estompée par les dissensions entre les chefs de ceux-ci. Cette même année, les Annales d'Ulster notent que « Sigfrith, fils d'Ímar, roi des Norvégiens, est traîtreusement tué par des membres de sa famille ». Les Annales signalent pour l'année suivante « une expédition, menée par Domnall, fils d'Áed [Finnliath], composée d'hommes du Nord de l'Irlande, contre les O'Neill du sud ». De nouveau, en 888, la Fête de Tailtu n'a pas lieu.
En 892, des événements en Angleterre peuvent avoir eu un impact en Irlande, conduisant à la chute de Dublin (Áth Cliath) au bénéfice des Irlandais. Les Annales notent, à la suite du compte rendu de la défaite des Vikings par les Saxons — Alfred le Grand, roi du Wessex, est un contemporain de Flann — de « graves dissensions parmi les Étrangers d'Áth Cliath, qui se dispersèrent, certains suivant le fils d'Ímar, d'autres le chef Sigfrith ». Amlaíb, fils d'Ímar est tué en 897, et en 901 les Annales annoncent que « les païens avaient été chassés d'Irlande » par des hommes du Leinster, menés par Cerball, beau-fils de Flann, et par des hommes de Brega, conduits par Máel Finnia, fils de Flannacán.
En 901, le fils de Flann, Máel Ruanaid, présenté comme l'« héritier désigné de l'Irlande », est tué, probablement brûlé dans un manoir avec d'autres notables par les Luigne de Connacht. En 904, Flann pénètre de force dans l'abbaye de Kells, afin de se saisir de son fils Donnchad, qui y a cherché refuge, et il décapite plusieurs de ses amis. À ce moment-là, cela fait un quart de siècle que Flann est pleinement roi d’Irlande.
Flann entreprend une expédition contre Cellach mac Cerbaill, roi d'Osraige, en 905, après que Cellach ai succédé cette année-là à son frère Diarmait. En 906, Flann fait un raid dans le Munster et y dévaste une grande partie des terres. Cormac mac Cuilennáin des Eóganachta de Cashel, roi de Munster, accompagné de son « mauvais génie » et futur successeur, Flaithbertach mac Inmainén, riposte en opérant un raid dans le Connacht et le Leinster, et, selon certaines annales, il bat Flann. Une flotte du Munster ravage les côtes cette même année.

## «Ni la lance, ni l’épée ne le tueront»
Le 13 septembre 908, Flann, aidé de son beau-fils, Cerball mac Muirecáin, et Cathal mac Conchobair, roi de Connacht, se bat contre les hommes du Munster, toujours mené par Cormac et Flaithbertach, à la bataille de Belach Mugna, près de Castledermot, dans le comté de Kildare. Les Annales fragmentaires d'Irlande signalent que beaucoup des hommes du Munster n’ont pas souhaité partir pour cette expédition, car Flaithbertach était tombé de cheval au moment du rassemblement, ce qui a été interprété comme un signe de mauvais augure. Flann et ses alliés battent les gens du Munster. Cormac, ainsi que Cellach mac Cerbaill d'Osraige et beaucoup d'autres, perdent la vie.
En 910, privé de l’aide de Cerball, qui était mort de maladie, Flann vainc les hommes de Breifne. En 913 et 914, tout d’abord Donnchad, fils de Flann, puis Flann lui-même, dévastent les terres du sud Brega et du Connacht du sud. Lors de la campagne de 914, les Annales d'Ulster signalent que « beaucoup d'églises furent profanées par Flann ». En décembre 914, une bataille est livrée entre Niall Glúndub et Óengus, fils de Flann, à la suite de laquelle ce dernier succombe à ses blessures, le 7 février 915. C’est le second héritier que Flann avait désigné et qu’il voit mourir.
Plus tard, en 915, ses fils, Donnchad et Conchobar, se rebellent contre lui, et il lui faut l’aide de Niall Glúndub pour les forcer à obéir. Niall Glúndub oblige aussi Flann et Fogartach mac Tolairg, roi de Brega, à signer une trêve. Il est possible que Niall soit aussi désigné comme héritier de Flann à cette période. Flann ne vit plus très longtemps. Il meurt près de Mullingar, dans le comté de Westmeath, conformément à la Prophétie de Berchán, le 25 mai 916, après un règne de 36 ans, 6 mois, et 5 jours. Le Chronicon Scotorum en a donné cette complainte :
| Aie pitié, O belliqueuse Irlande, De la douleur de ton peuple ; Car Flann n'est plus là ... mort, Ton noble et plus valeureux roi. | Pity, this, O warlike Erinn, And thy anguished people; For Flann is missing ... dead, Thy noble, most valiant King. |

Flann est remplacé à la tête du Clan Cholmáin et comme roi de Mide par son fils Conchobar, et comme roi de Tara par Niall Glúndub.

## Image

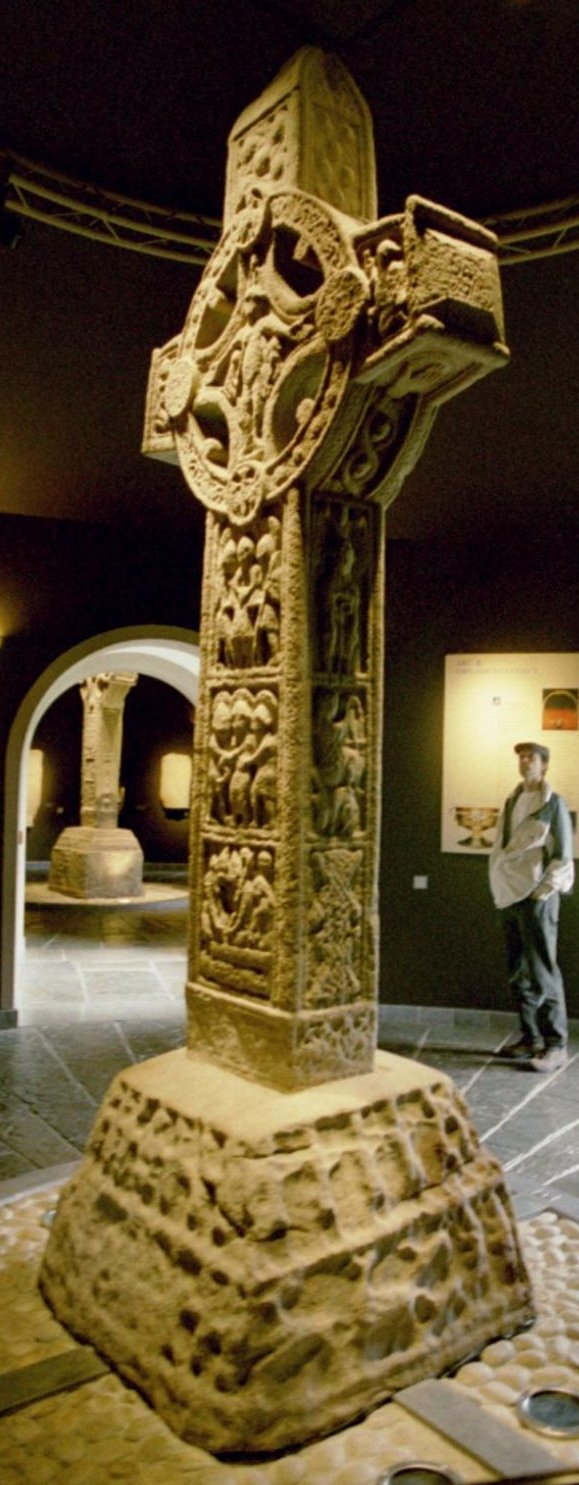
Croix des Écritures, Clonmacnoise, commandée par Flann Sinna et érigée en 909–916.

Flann est servi par Máel Mura Othna (mort en 887), « chef poète de l’Irlande ». En 885, Máel Mura compose le poème de louange Flann for Érinn (Flann maître de l’Irlande), qui fait le parallèle entre Flann et son ancêtre légendaire O'Neill, Túathal Techtmar. Comme le note Máire Herbert, Máel Mura représente Tuathal comme un dirigeant du IXe siècle, qui prend des otages à des rois de moindre importance, qui les contraint à obéir, et qui fonde sa royauté sur l’Irlande par la force. Dans Flann maître de l’Irlande, le haut-roi possède l’ascendant sur les fir Érenn (les hommes d’Irlande), et les conduit à la guerre. Cela ne ressemble pas à la façon dont est décrite par des sources anciennes la royauté de Diarmait mac Cerbaill, un ancêtre du VIe siècle de Flann.
Un témoignage concret des prétentions de Flann subsiste sur les hautes croix érigées à Clonmacnoise et à Kinnitty sur les ordres de Flann. Elles nomment Flann et son père rí Érenn, « roi d’Irlande ». Au même moment, l’oratoire de Clonmacnoise est reconstruit en pierres sur les ordres de Flann.
On attribue à Flann la commande du plus ancien cumdach connu, celui du Livre de Durrow.

## Sa famille
On sait que Flann Sinna s’est marié au moins trois fois, et on lui connaît sept fils et trois filles. Son mariage avec Gormlaith, la fille de Flann mac Conaing, roi de Brega, un allié de poids de son beau-père, est probablement le premier. Les enfants connus de ce mariage sont Donnchadh Donn, plus tard roi de Mide et de Tara, et Gormlaith.
Gormlaith, la fille de Flann, devient le sujet de récits littéraires ultérieurs, qui lui attribuent le rôle d’un personnage tragique. Elle est tout d’abord mariée à Cormac mac Cuilennáin des Eóganachta, qui, en tant qu’évêque, avait fait vœu de célibat. En 908, à la mort de Cormac dans une bataille contre son propre père, elle est mariée à Cerball mac Muirecáin des Uí Dúnlainge, qui l’aurait soi-disant maltraitée. Cerball est un allié important de son père. Après la mort de Cerball, en 909, Gormlaith se marie avec son beau-frère, Niall Glúndub, qui meurt en 919. Après la mort de Niall, les Annales de Clonmacnoise la font errer, abandonnée par les siens et réduite à mendier de porte en porte, bien que l’on pense que ceci est une invention tardive plutôt qu’une tradition basée sur des faits réels.
Le second mariage connu de Flann est son union avec Eithne, fille d’Áed Findliath, vers l’an 877. Máel Ruanaid, le fils de Flan et d’Eithne, est tué en 901. Eithne est aussi mariée avec Flannácan, roi de Brega, avec lequel elle a un fils nommé Máel Mithig, sans que l’on sache clairement lequel de ces mariages était le premier. Il est possible que Flann divorce d’avec Eithne, afin de se conformer à la tradition de se marier avec la veuve de son prédécesseur, la belle-mère d’Eithne. Eithne meurt nonne en 917.
Sa troisième femme, Máel Muire, qui meurt en 913, est la fille du roi des Pictes, Kenneth Ier d'Écosse. Avec Flann, elle a un fils, Domnall, roi de Mide de 919 à 921, qui est tué en 921 par son demi-frère Donnchad Donn, et une fille Lígach (morte en 923), femme de Máel Mithig mac Flannacáin des Síl nÁedo Sláine, roi de Brega, (mort en 919).
Les mères d’Óengus (mort en 915), de Conchobar (roi de Mide de 916 à 919 ; mort dans une bataille contre les « Étrangers » avec son beau-frère Niall Glúndub), d’Áed (rendu aveugle sur les ordres de Donnchad Donn en 919), et de Cerball nous sont inconnues, ainsi que celle de sa fille Muirgel (morte en 928), qui est probablement mariée à un roi norvégien ou norvégien-gaël.

## Bilan
La succession alternée des O'Neill du nord et du sud à la royauté de Tara va finalement disparaître à l’époque de Brian Boru. Elle est déjà soumise à rude épreuve avant même l’avènement de Flann Sinna. Deux branches des O'Neill, la branche nord des Cenél Conaill et la branche sud des Síl nÁedo Sláine, sont déjà exclues de la succession par les Cenél nEógain et les Clan Cholmáin. Beaucoup d’autres branches des O'Neill n’ont jamais partagé la royauté.
Quand Máel Ruanaid, le fils de Flann, est tué en 901, sa notice nécrologique dans les Annales d'Ulster indique : « Máel Ruanaid, fils de Flann, fils de Máel Sechnaill, héritier désigné de l’Irlande, fut tué par les Luigne. » Les Annales d'Ulster proviennent des Chroniques d'Irlande, gardées à Clonmacnoise, le propre monastère de Flann, et peut-être compilées de son vivant.
La désignation de Máel Ruanaid comme « héritier désigné de l’Irlande » a suggéré à certains que Flann projetait de conserver la royauté dans sa famille, excluant les Cenél nEógain, comme l’avaient été auparavant les Cenél Conaill et les Síl nÁedo Sláine. Le manque évident de loyauté filiale chez les fils de Flann, Donnchad Donn ayant été deux fois en rébellion contre son père, peut avoir empêché la réalisation d’un tel plan. Néanmoins, Óengus est appelé « héritier désigné de Temair (Tara) » dans sa notice nécrologique de 915.
Benjamin Hudson suggère que c’est seulement la campagne vigoureuse de Niall Glúndub en Ulster et au Connacht de 913 à 915, ainsi que la mort fortuite d’Óengus, qui fait que Niall est nommé héritier de Flann. Alex Woolf suggère que non seulement Flann a tenté de monopoliser la succession à l’intérieur de sa famille, mais aussi qu’il a failli fonder une royauté nationale en Irlande, comparable à celle créée en Angleterre par ses contemporains Alfred le Grand et Édouard l'Ancien à partir de leur royaume du Wessex.
Les rois ultérieurs du Clan Cholmáin descendent de Flann, comme Conghalach Cnogba, dont l’arbre généalogique officiel le fait membre des Síl nÁedo Sláine, et le premier de sa branche O'Neill à devenir roi de Tara depuis deux siècles. Mais Conghalach est aussi étroitement lié au Clan Cholmáin. Sa mère est Lígach, une fille de Flann, et sa grand-mère paternelle, Eithne, est une des femmes de Flann.
Donnchad Donn, fils de Flann, Congalach Cnogba, son petit-fils, et Máel Sechnaill mac Domnaill, son arrière-petit-fils, ont tous été rois de Tara, Máel Sechnaill ayant été le dernier des hauts-rois traditionnels O'Neill.

## Sources
- (en) Cet article est partiellement ou en totalité issu de l’article de Wikipédia en anglais intitulé « Flann Sinna » (voir la liste des auteurs), édition du 24 août 2008.
- (en) Francis John Byrne, Irish Kings and High-Kings, Londres, Batsford, 1973, 1re éd. (ISBN 978-0-7134-5882-4 et 0-7134-5882-8)
- T. M. Charles-Edwards, Early Christian Ireland, Cambridge, Cambridge University Press (ISBN 0521363950)
- T.M. Charles-Edwards, Oxford Dictionary of National Biography, Oxford, Oxford University Press, 2004 Article : Máel Sechnaill mac Máele Ruanaid (d. 862)
- (en) Liam De Paor, Ireland and Early Europe: Essays and Occasional Writings on Art and Culture, Dublin, Four Courts Press, 1997, poche (ISBN 978-1-85182-298-0 et 1-85182-298-4)
- Charles Doherty, Oxford Dictionary of National Biography, Oxford, Oxford University Press, 2004 Article : Donnchad Donn mac Flainn (d. 944)
- Charles Doherty, Oxford Dictionary of National Biography, Oxford, Oxford University Press, 2004 Article : Flann Sinna (847/8–916)
- Clare Downham, The career of Cearbhall of Osraige, 2004, 1–18 p. (ISSN 1649-4938) Ossory, Laois and Leinster vol 1
- Clare Downham, Viking Kings of Britain and Ireland: The Dynasty of Ívarr to A.D. 1014, Édimbourg, Dunedin, 2007 (ISBN 1903765897)
- (en) Seán Duffy, Atlas of Irish History, Dublin, Gill and Macmillan, 1997, 2e éd. (ISBN 978-0-7171-3093-1 et 0-7171-3093-2)
- (en) Máire Herbert, Kings, clerics and chronicles in Scotland 500–1297, Dublin, Simon Taylor, 2000 (réimpr. Fourt Courts), 62–72 p. (ISBN 978-1-85182-516-5 et 1-85182-516-9) Ri Éirenn, Ri Alban: kingship and identity in the ninth and tenth centuries
- Benjamin Hudson, Oxford Dictionary of National Biography, Oxford, Oxford University Press, 2004 Article : Áed mac Néill (d. 879)
- Oxford Dictionary of National Biography, Oxford, Oxford University Press, 2004 Article : Cerball mac Dúngaile (d. 888)
- Benjamin Hudson, Oxford Dictionary of National Biography, Oxford, Oxford University Press, 2004 Article : Niall mac Áeda (nommé Niall Glúndub) (c.869–919)
- (en) Benjamin T. Hudson, The Prophecy of Berchán: Irish and Scottish High-Kings of the Early Middle Ages, Londres, Greenwood, 1996, 1re éd. (ISBN 978-0-313-29567-6 et 0-313-29567-0)
- (en) Kathleen Hughes, Early Christian Ireland: Introduction to the Sources, Londres, Hodder & Stoughton, 1972 (ISBN 978-0-340-16145-6 et 0-340-16145-0) Série : The Sources of History
- Elva Johnston, Oxford Dictionary of National Biography, Oxford, Oxford University Press, 2004 Article : Gormlaith (d. 948)
- (en) Donnchadh Ó Corráin, The Oxford Illustrated History of the Vikings, Oxford, Peter Sawyer, 1997 (réimpr. Oxford University Press), 83–109 p., poche (ISBN 978-0-19-285434-6 et 0-19-285434-8) Contribution : Ireland, Wales, Man and the Hebrides
- Donnchadh Ó Corráin, « The Vikings in Scotland and Ireland in the Ninth Century », 1998 (ISBN 2-503-50624-0, consulté le 1er décembre 2007), p. 296–339
- Donnchadh Ó Corráin, Clarke Ní Mhaonaigh Ó Floinn, « Viking Ireland – Afterthoughts Ireland and Scandinavia in the early Viking age », Four Courts, 1998 (ISBN 1-85182-235-6, consulté le 20 août 2007), p. 421–452
- (en) Dáibhí Ó Cróinín, Early Medieval Ireland: 400–1200, Londres, Longman, 1995, 6e éd., poche (ISBN 978-0-582-01565-4 et 0-582-01565-0) Série : The Longman History of Ireland
- Joan N. Radner, « Fragmentary Annals of Ireland », CELT: Corpus of Electronic Texts, 1975 (consulté le 10 février 2007)
- Joan N. Radner, « Writing history: Early Irish historiography and the significance of form », 1999 (ISBN 1-85500-190-X, consulté le 20 août 2007), p. 312–325
- Barry Raftery, L'Irlande celtique avant l'ère chrétienne, Paris, Editions Errance, 2006, 223 p. (ISBN 978-2-87772-320-6 et 2-87772-320-8)
- Alex Woolf, From Pictland to Alba, 789–1070, Édimbourg, Edinburgh University Press, 2007 (ISBN 0748612343) Série : The New Edinburgh History of Scotland
- (en) Alex Woolf, Edward the Elder 899–924, Londres, N. J. Higham & D. H. Hill, 2001 (réimpr. Routledge), 89–101 p., relié (ISBN 978-0-415-21496-4 et 0-415-21496-3) Contribution : The View from the West: an Irish perspective on West Saxon dynastic practice